# Rurkoczułkowce
Rurkoczułkowce (Siboglinidae) – rodzina osiadłych, morskich pierścienic z gromady wieloszczetów, dawniej klasyfikowana w randze typu lub gromady Pogonophora (pogonofory). Żyją w białkowo-chitynowych rurkach przytwierdzonych do dna, tylko w morzach pełnosłonych, w strefach głębszych, od 200 do 10 000 m p.p.m. 
Charakteryzują się silnie rozwiniętymi czułkami osadzonymi w przedniej części znacznie wydłużonego ciała (o długości od 5 mm do ponad 2 m). Długość ciała większości gatunków mieści się pomiędzy 10 a 75 cm przy średnicy ciała 0,1–3,0 cm
Opisano ok. 150 gatunków. Należące do nich drożnorurkowe występują głównie w wodach zimniejszych, o temperaturze -1,3 do 13 °C, osadzone domkami w mule. Kilka gatunków zamieszkuje rozkładające się drewno, liny lub rozkładającą się skórę opadłą na dno morza. Niedrożnorurkowe tworzą charakterystyczną faunę obrzeży ujść gorących podmorskich źródeł (kominów hydrotermalnych), o wodach bogatych w siarkę. Występują w ogromnych populacjach, tworzących "łąki" podwodne. W trakcie metamorfozy zanika ich przewód pokarmowy, odżywiają się dzięki symbiozie z populacjami bakterii utleniającymi siarkowodór, wypełniającymi specjalne narządy (trofosomy) rurkoczułkowców. Bakterie mogą stanowić nawet połowę masy rurkoczułkowca.
Rurkoczułkowce wykazują niespotykane u innych zwierząt przystosowania. Na przykład gatunek Riftia pachyptila wykorzystuje do transportu tlenu i jonów siarczkowych specyficzną, zmodyfikowaną hemoglobinę, nieulegającą uszkodzeniu w obecności siarkowodoru, jak to się dzieje u innych zwierząt. Alvinella pompejana jest prawdopodobnie jedynym gatunkiem wielokomórkowym tolerującym temperatury około 80 °C (skrajne termofile).
Głębinowe drożnorurkowe należą do najbardziej długowiecznych zwierząt. Ocenia się, że przedstawiciele gatunku Lamellibrachia mogą żyć 170 do 250 lat, co stanowi rekord długości życia wśród zwierząt bezkręgowych i wyraźne odstępstwo od obserwowanej korelacji między wielkością organizmu a jego długością życia.
Rurkoczułkowce początkowo opisywano jako przedstawicieli wieloszczetów osiadłych. W 1914 utworzono dla nich odrębny typ o niejasnych pokrewieństwach. W latach trzydziestych XX w. klasyfikowano je w randze gromady Pogonophora. Początkowe opisy (do roku 1964) bazowały na niekompletnym materiale (brakowało opistosomy), co powodowało, że ich "osobliwą" budowę porównywano do półstrunowców i zaliczano do wtóroustych. 
Przykłady historycznych klasyfikacji rurkoczułkowców w zależności od ujęcia:
Jako typ dzielony na 2 gromady:
- drożnorurkowe, czyli żeberkowce (Perviata)
- niedrożnorurkowe, czyli zatyczkowce (Obturata albo Vestimentifera)

Jako gromada dzielona na trzy podgromady:
- Frenulata
- Monilifera
- Vestimentifera

Najnowsze badania morfologiczne i genetyczne wskazują jednak, że rurkoczułkowce są silnie zmodyfikowanymi pierścienicami. Są więc pierwouste. Zaliczono je do gromady wieloszczetów i rzędu Canalipalpata. 